# Kersdorfer Schleuse

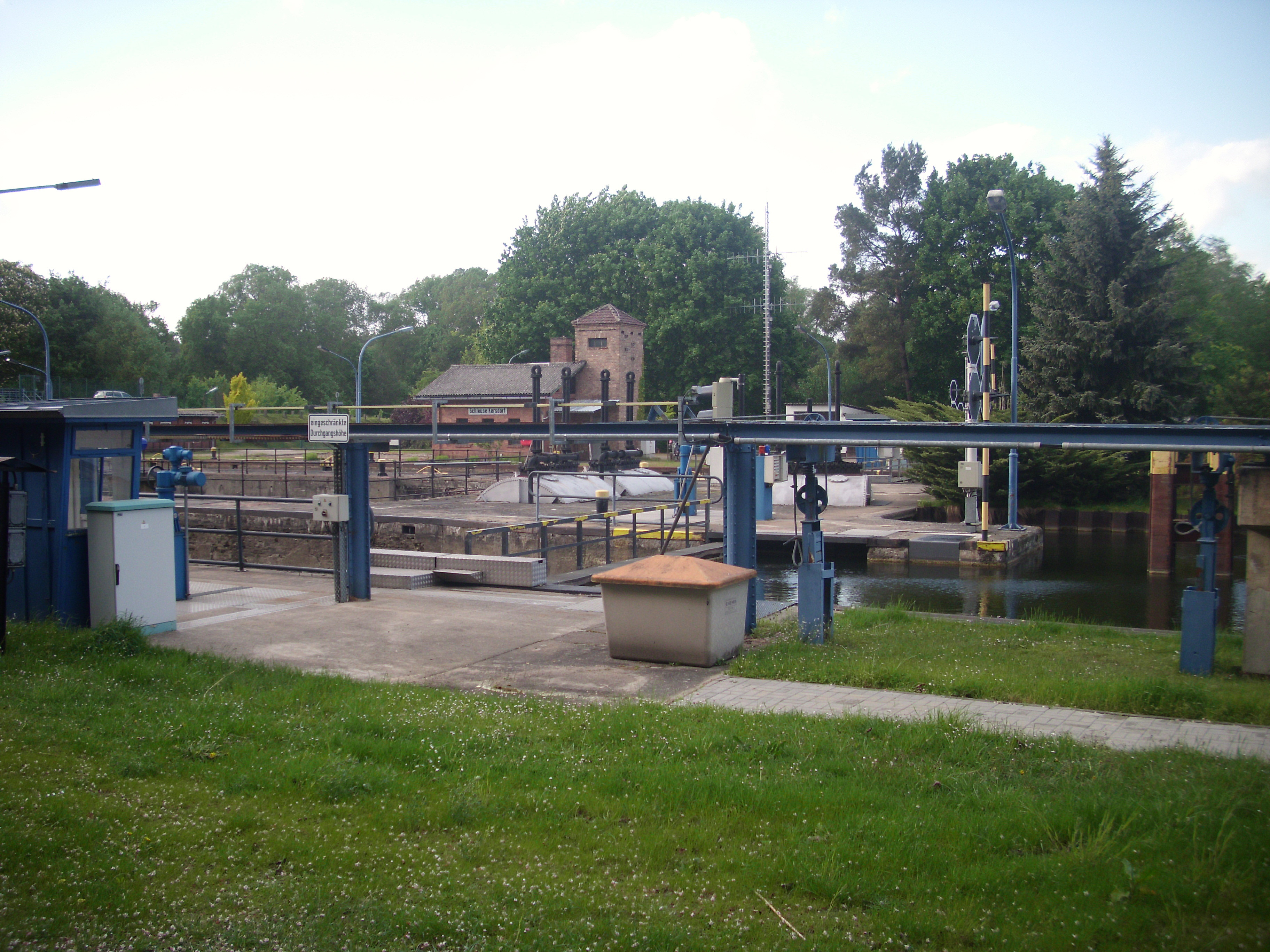
Schleuse Kersdorf

Kersdorfer Schleuse ist ein Wohnplatz in der Gemeinde Briesen (Mark) im Landkreis Oder-Spree in Brandenburg. Er ist nach der gleichnamigen Schleuse des Oder-Spree-Kanals benannt, die in der Mitte des Wohnplatzes liegt.

## Tourismus
Durch den Ort führen der Spreeradweg, die Tour Brandenburg, die Oder-Spree-Tour und die Märkische Schlösser-Tour, wodurch in der Sommersaison viele Fahrradtouristen durch den Ort fahren. Zudem ist auf dem Oder-Spree Kanal an Wochenenden ein reger Verkehr an Freizeitbooten.